# John McCarthy (Eishockeyspieler)
John McCarthy (* 9. August 1986 in Boston, Massachusetts) ist ein ehemaliger US-amerikanischer Eishockeyspieler und derzeitiger -trainer. Der linke Flügelstürmer verbrachte nahezu seine gesamte aktive Karriere in der Organisation der San Jose Sharks, für die er in der National Hockey League 88 Partien bestritt. Überwiegend stand er jedoch für deren Farmteams in der American Hockey League auf dem Eis, den Worcester Sharks sowie den San Jose Barracuda, die er seit Juli 2022 als Cheftrainer betreut. Darüber hinaus vertrat McCarthy die Nationalmannschaft der USA bei den Olympischen Winterspielen 2018.

## Karriere

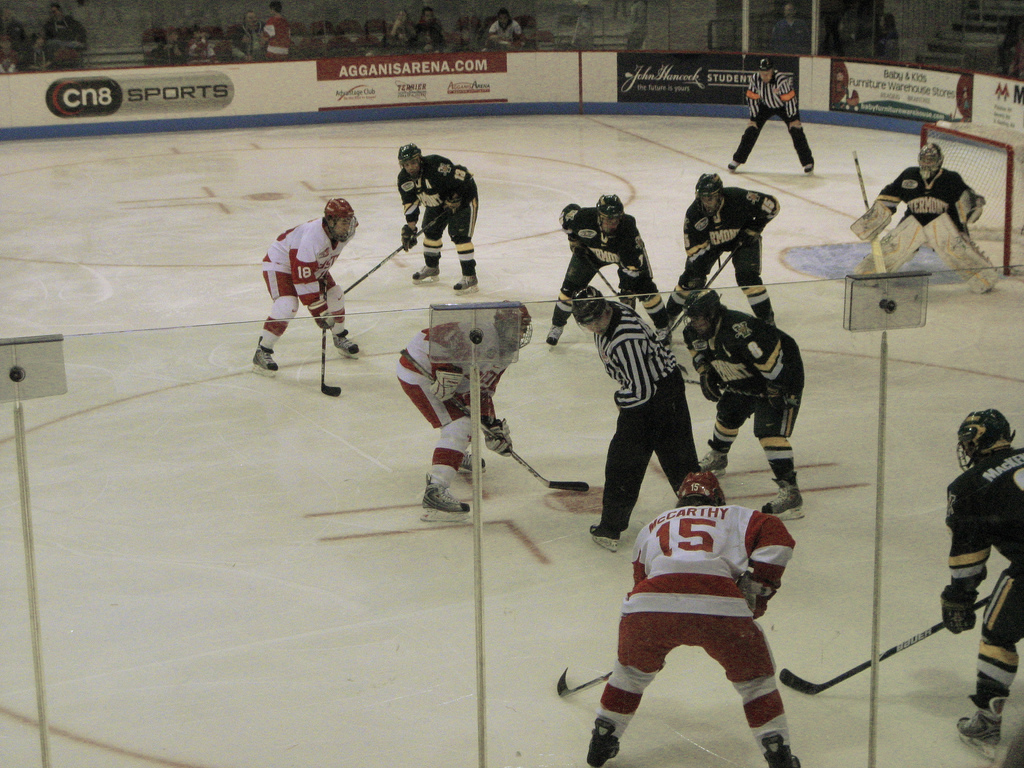
McCarthy (vorne) im Trikot der Boston University

McCarthy spielte während seiner Juniorenzeit bis 2004 zunächst in der High-School-Mannschaft der St. John’s Prep School. Im Herbst 2004 schloss er sich dann den Des Moines Buccaneers aus der US-amerikanischen Juniorenliga United States Hockey League an. Dort erreichte er in 60 Begegnungen 18 Scorerpunkte, bevor er ans College wechselte. In der Saison 2005/06 spielte der linke Flügelstürmer parallel zu seinem Studium in Wirtschaftswissenschaften für die Eishockey-Mannschaft der Boston University. Als Rookie absolvierte er 32 der 40 Saisonspiele und gewann am Saisonende die Meisterschaft der Hockey East, einer Division im Spielbetrieb der National Collegiate Athletic Association. Er steuerte dazu vier Scorerpunkte bei. Anschließend wurde McCarthy im NHL Entry Draft 2006 in der siebten Runde an 202. Stelle von den San Jose Sharks aus der National Hockey League ausgewählt. Die folgenden beiden Spielzeiten war der Stürmer Stammspieler der Universitätsmannschaft, konnte in der Offensive aber kaum Akzente setzen. Nach Abschluss seines dritten Collegejahres standen in 109 Partien lediglich 16 Punkte zu Buche. Dennoch wurde er in beiden Jahren ins All-Academic-Team der Hockey East gewählt.
In seinem letzten Jahr an der Boston University schloss der US-Amerikaner sein Studium erfolgreich ab. Zudem wurde er zum Mannschaftskapitän des Teams ernannt. McCarthy verbuchte in der gesamten Spielzeit 29 Scorerpunkte, womit er die Werte in den Kategorien Punkte, Tore und Vorlagen der vorangegangenen Jahre mehr als übertraf. Unter seiner Ägide als Kapitän absolvierte auch die Mannschaft ihr bestes Jahr seit McCarthy 2005 zu ihr gestoßen war. Neben dem Triumph im prestigeträchtigen Beanpot-Tournament – das die Universität auch in den Jahren 2006 und 2007 siegreich absolviert hatte – gegen den großen Rivalen Boston College, gewann die Mannschaft erstmals seit 2006 auch wieder die Hockey-East-Division. Dort wurde McCarthy ins All-Tournament-Team gewählt, nachdem er die Mannschaft nach Scorerpunkten angeführt hatte. Schließlich krönte das Team die Saison mit dem Gewinn der NCAA-Division-I-Championship, der nationalen College-Meisterschaft.
Im Anschluss daran brachten die San Jose Sharks den Stürmer Anfang Mai 2009 zur Unterschrift unter seinen ersten Profivertrag, als sie ihm einen Zwei-Wege-Vertrag mit Gültigkeit für die American Hockey League und National Hockey League und einer zweijährigen Laufzeit anboten. Nach dem saisonvorbereitenden Trainingslager fand sich McCarthy zunächst in der ersten Hälfte des Spieljahres 2009/10 bei den Worcester Sharks in der AHL wieder, gab aber am 9. Januar 2010 sein NHL-Debüt für die San Jose Sharks. Im Sommer 2014 wurde sein Vertrag in San Jose nach insgesamt fünf Jahren in der Organisation nicht verlängert, sodass er sich als Free Agent den St. Louis Blues anschloss. Diese gaben ihn während der Vorbereitung auf die Saison 2014/15 an ihr Farmteam, die Chicago Wolves, ab. Bereits nach einem halben Jahr wurde er zurück zu den Worcester Sharks transferiert, ehe er im Juli 2015, erneut als Free Agent, einen neuen Vertrag bei den San Jose Sharks unterzeichnete.
Im Dezember 2019 verkündete McCarthy das sofortige Ende seiner aktiven Karriere und wechselte zugleich in den Trainerstab der Barracuda. Zuvor war bei ihm ein Herzfehler diagnostiziert worden, aufgrund dessen er einen Schlaganfall erlitten hatte. Im Juli 2022 wurde er zum Cheftrainer der Barracuda befördert, wobei er das Amt von Roy Sommer übernahm.

### International
International vertrat er sein Heimatland bei den Olympischen Winterspielen 2018 im südkoreanischen Pyeongchang und belegte dort mit der Mannschaft, die ohne NHL-Spieler antrat, den siebten Platz. In fünf Spielen blieb der Stürmer dabei punktlos.

## Erfolge und Auszeichnungen
| - 2006 Beanpot-Tournament-Gewinn mit der Boston University - 2006 Lamoriello-Trophy-Gewinn mit der Boston University - 2007 Beanpot-Tournament-Gewinn mit der Boston University - 2007 Hockey East All-Academic Team - 2008 Hockey East All-Academic Team | - 2009 Beanpot-Tournament-Gewinn mit der Boston University - 2009 Lamoriello-Trophy-Gewinn mit der Boston University - 2009 Hockey East All-Tournament Team - 2009 NCAA-Division-I-Championship mit der Boston University - 2020 Fred T. Hunt Memorial Award |

## Karrierestatistik

### International
Vertrat die USA bei:
- Olympischen Winterspielen 2018

(Legende zur Spielerstatistik: Sp oder GP = absolvierte Spiele; T oder G = erzielte Tore; V oder A = erzielte Assists; Pkt oder Pts = erzielte Scorerpunkte; SM oder PIM = erhaltene Strafminuten; +/− = Plus/Minus-Bilanz; PP = erzielte Überzahltore; SH = erzielte Unterzahltore; GW = erzielte Siegtore; 1 Play-downs/Relegation; Kursiv: Statistik nicht vollständig)